# Capitol Schwetzingen

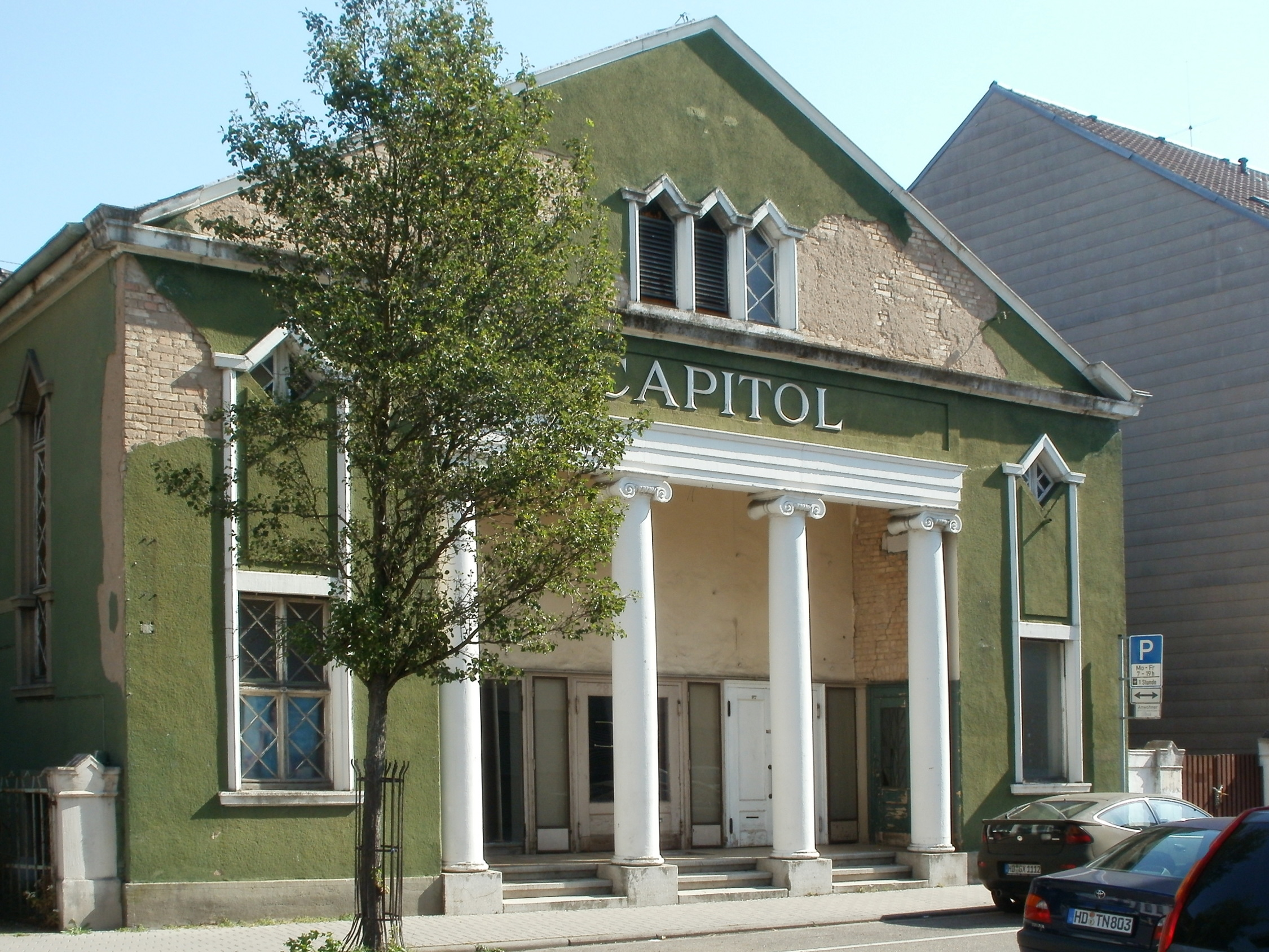
Front des Capitol von Nordwesten (Aufn. 2011)

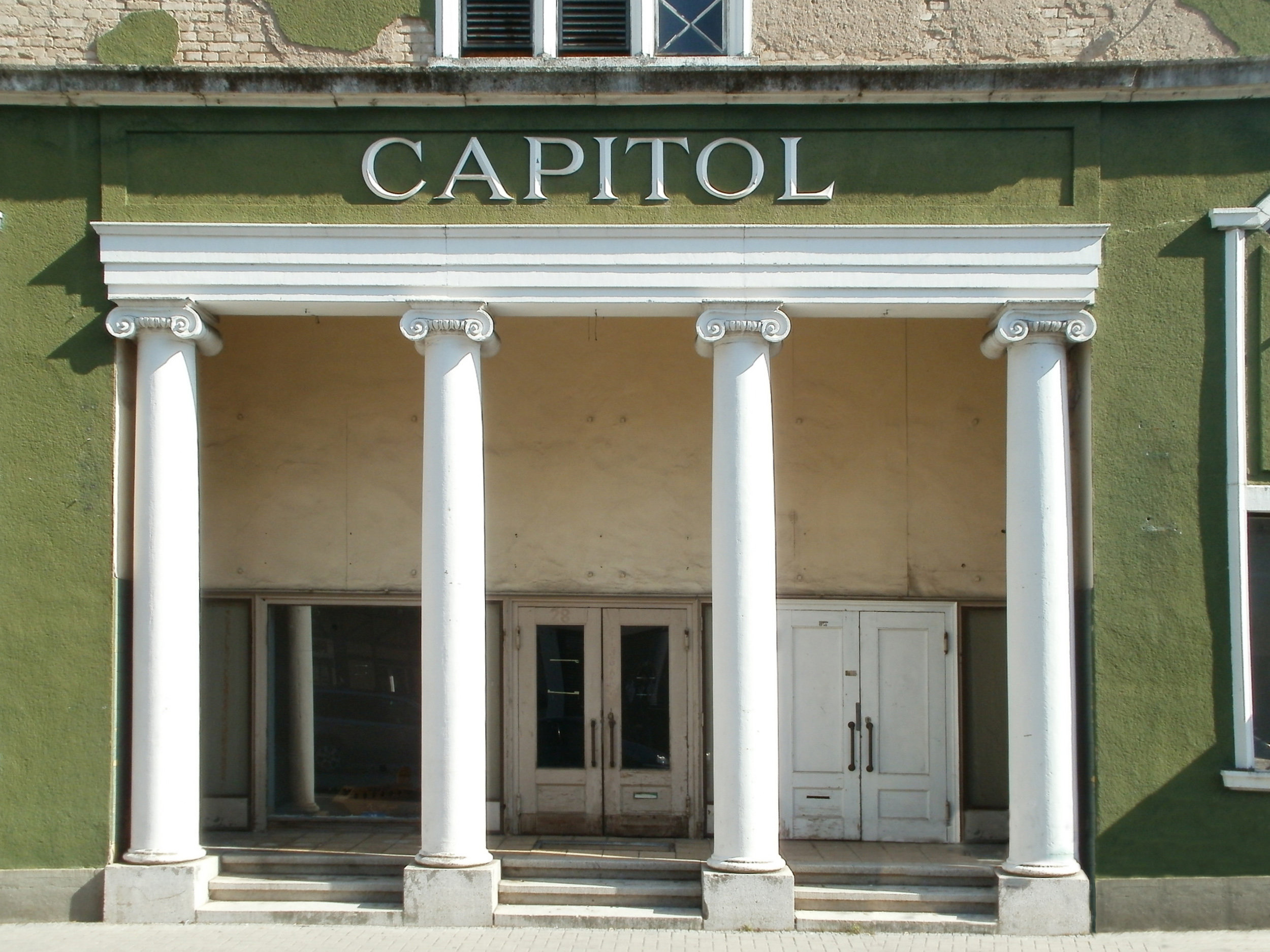
Eingang des Capitol

Das Capitol Schwetzingen ist ein ehemaliges Kino in Schwetzingen. Es liegt im Zentrum der Stadt und wird seit 1976 nicht mehr bespielt. Das Denkmalamt stufte das Gebäude im April 2009 als „nicht vollständig zu erhalten“ ein.

## Lage und Architektur
Das langgestreckte, nahezu in Ost-West-Richtung errichtete Gebäude mit dem mittig nach Norden hin angebauten Wohntrakt hat sein gestalterisch prägendes Portal zur Herzogstraße nach Westen hin. Auf der Rückseite verläuft in halbhoher Lage die in diesem Bereich als Rampe zur Carl-Theodor-Brücke fungierende Mühlenstraße (L543a), die das als Sanierungsgebiet eingestufte Quartier zwischen Dreikönigstraße und Carl-Theodor-Straße nach Osten hin begrenzt und das Ensemble randständig erscheinen lässt. Der Zustand des Gebäudes ist beklagenswert. Dach und Fenster scheinen dicht, aber der Putz bröckelt, und die Vegetation ringsum nimmt überhand. Trotz allem hat die repräsentative Bausubstanz noch immer ein „heroistisches Gepräge“.
Das Gebäude wurde vom Plankstädter Johannes Helfrich mit 600 Plätzen errichtet und am 8. Oktober 1926 mit dem Kassenschlager „Die Försterchristl“ mit Lya Mara in der Hauptrolle eröffnet. Architekt war Regierungsbaumeister Hodel aus Mannheim.
Nach dem Betreten des Gebäudes durch die klassizistische, mit ionischen Säulen verzierte offene Säulenhalle gelangte der Besucher in die geräumige Treppenhalle mit den seitlich angeordneten Kassenräumen. Die Freitreppen führten auf beiden Seiten zum Ranggeschoß. Die Ränge waren wie einzelne Logen ausgestaltet und besaßen jeweils acht Sessel mit einem kleinen Tisch in der Mitte. Diese intime Sitzanordnung wurde nach dem Krieg einer höheren Sitzplatzzahl geopfert. Ferner besaß das Foyer auf der einen Raumseite eine Garderobe, auf der anderen einen Kiosk.
Der eigentliche Theatersaal wurde zeitgenössisch als modern und elegant, aber auch als großzügig beschrieben. Die leicht gewellte Decke war mit pflanzlichen Dekors bemalt. Das Kino wurde hochwertig ausgestattet und besitzt einen Orchestergraben, für die Musiker gab es ein Stimmzimmer. Neben einer Niederdruck-Heizungsanlage wird auch eine Lüftung hervorgehoben, die mehrmals stündlich für den Luftaustausch sorgte. Zwischen Orchestergraben und Leinwand befindet sich eine Sprechbühne mit benachbarter Garderobe, die auch für kleinere künstlerische Darbietungen genutzt werden konnte.

## Geschichte

### Kinogeschichte Schwetzingen
Nachdem das erste Kino der Stadt, die NT-Lichtspiele in der Friedrichstraße 4a, bereits 1911 ihren Betrieb aufgenommen hatten, kam Helfrich mit seinem sensationell großen Kinosaal 1926 dazu. NT-Lichtspiele bauten darauf ihre Kapazität auf 351 Sitzplätze um; mehr war dort aufgrund beengter Gebäudeverhältnisse nicht möglich. In den 1950er und -60er Jahren existierten in Schwetzingen vier Kinos, bevor mit dem NT-Lichtspiele das erste kapitulierte. Wenige Monate vor dem Capitol stellte auch das 1953 in der Clementine-Bassermann-Straße eröffnete Rex-Kino seinen Betrieb ein; das Gebäude wurde 1985 abgebrochen. Das einzige heute noch bespielte Haus in Schwetzingen ist das ebenfalls 1953 von Emil Helfrich, Sohn von Johannes Helfrich († 1940), eröffnete Luxor.

### Baugeschichte

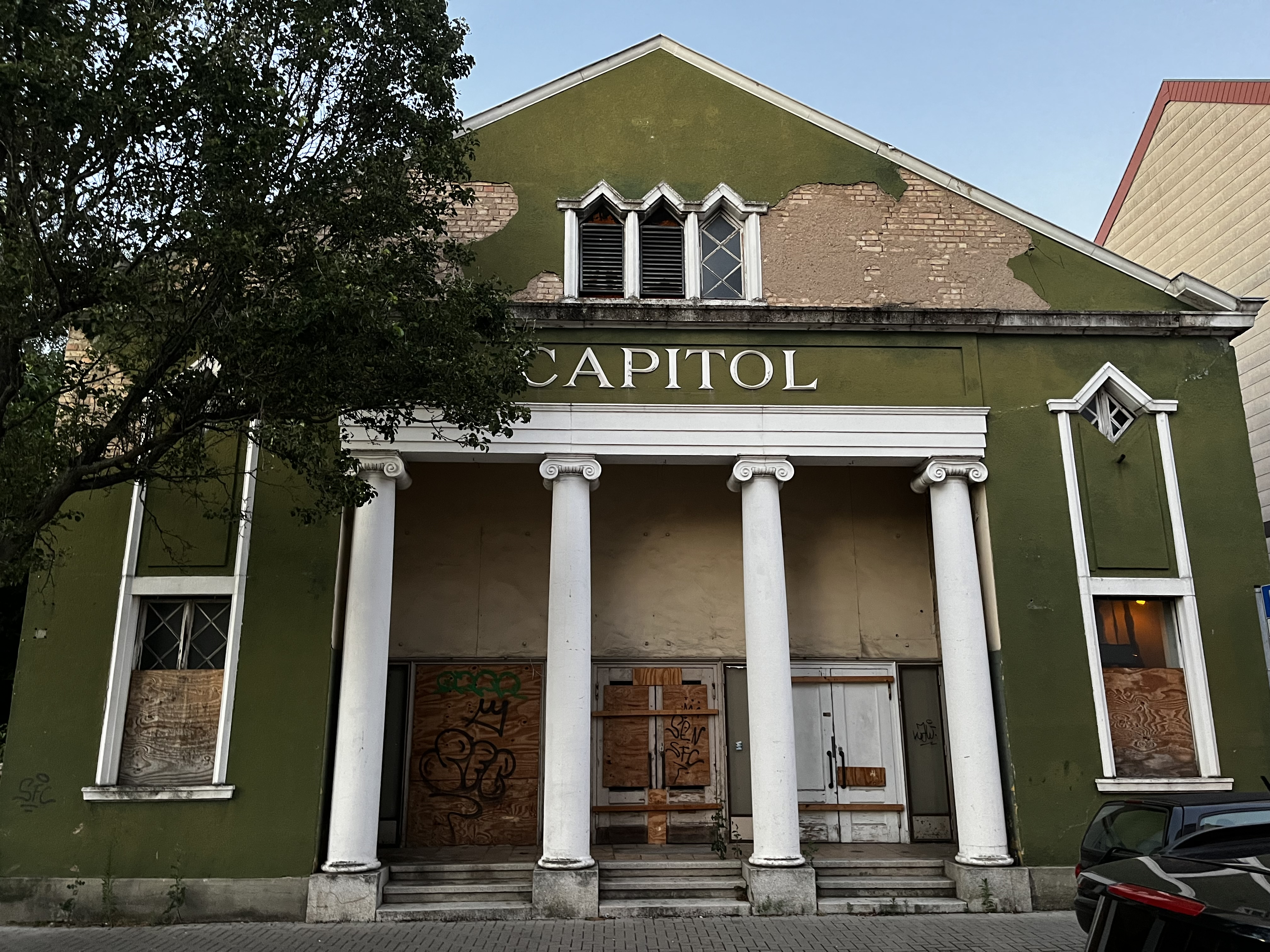
Das Gebäude verfällt zusehend (Aufn. 2022)

Das mit 650 m2 Nutzfläche ausgestattete Kinogebäude steht auf einem gut 850 m2 großen Grundstück, das zuvor als Turnplatz genutzt worden war. Zum 25-jährigen Jubiläum wurde das Kino aufwändig renoviert. Die Sockel wurden mit Zebrano-Furnier verkleidet und oberhalb goldgelb gestrichen. Die gleiche Farbe erhielt ein neuer Bühnenvorhang. Die Lisenen der Balkone erhielten Blattgoldauflage, die Logen Mahagonifurnier. Der original-grüne Terranova-Außenputz hat die Jahrzehnte überdauert, ist aber zum Teil abgeplatzt. Ein Teil des Hauses hat sich gesenkt; es sind Risse vorhanden. Eine Prüfung der Statik steht noch aus.
Nach der Schließung 1976 wurde das Haus nicht mehr bespielt. Auf nahezu der gesamten Länge des großen Saales wurde eine Beton-Zwischendecke eingezogen, nur im Bereich der Leinwand ist heute noch die volle Raumhöhe sichtbar. In Teilen des Gebäudes ließen sich unter anderem eine Sauna mit Bar sowie eine Gaststätte nieder. Heute, Stand Anfang 2015, stehen sowohl Hauptgebäude als auch Wohnhaus seit einigen Jahren vollständig leer. Im März 2015 erwarb die Stadt Schwetzingen das Gebäude. 2006 hatte diese einen Aufkauf, mit Hinweis auf knappe städtische Finanzen, noch abgelehnt.
Im Sommer 2024 wurde bekannt, dass ein, mehrere Jahre andauerndes Verfahren zur Sanierung einiger historischer Gebäude in der Stadt seinen Abschluss gefunden hatte. Für das Capitol ist der Einbau einer Gewerbefläche, einer Büroeinheit sowie von neun Eigentumswohnungen vorgesehen. Führungen durch den erhaltenen historischen Teil sind für den Tag des offenen Denkmals im September vorgesehen.